# 로버트 가브리엘 무가베 국제공항

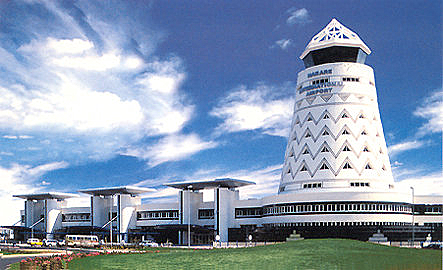

로버트 가브리엘 무가베 국제공항(Robert Gabriel Mugabe International Airport, IATA: HRE, ICAO: FVRG) 또는 하라레 국제공항은 짐바브웨 하라레의 국제공항이다. 에어 짐바브웨의 본거지이며 국가 최대의 공항이다.